# Альберто Віміна
Альберто Віміна да Ченеда (італ. Alberto Vimina da Ceneda (також don Bellunese), справжнє ім'я Мікеле Б'янкі (італ. Michele Bianchi; 1 березня 1603, Беллуно або Венеція — 11 лютого 1667, Альпаго) — венеційський священик, поет і дипломат XVII століття. 1650 року був як посол Венеційської республіки з дипломатичною місією у Б. Хмельницького з метою створення протиоттаманської коаліції. Залишив цікаві записи про перебування у гетьмана.

## Біографія
Від 1647 року мешкав у Варшаві. У своїй поїздці 1650 року до Б. Хмельницького він представляв венецйського посла у Відні і не мав повноважень укладати угоди і договори; вірчу грамоту і посольські інструкції йому підписав Сагредо, який склав також листа до Б. Хмельницького. Посольству доручалося зібрати відомості про стосунки між османами і татарами, озброєння останніх й схилити українського гетьмана на бік європейської антиосманської коаліції.
Віміна да Ченеда склав реляцію, що містить географічні, історичні та етнографічні відомості про Україну і козаків, портретну характеристику Б. Хмельницького, яка можливо є єдиним словесним описом гетьмана.
Близько 1652 року Віміна повернувся до Італії, де знову виконував обов'язки священика. 1653 року у дипломатичних справах був посланий до Шведської імперії, 1655 їздив до Московського царства з метою організації походів донських козаків на Османську імперію. 1657 та 1663 брав участь у переговорах з московськими посланцями у Венеції.
Окремі записки Віміни 1899 року було надруковано у російському перекладі у «Київській старині».

## Твори
- Донесения венецианца Альберто Вимина о козаках и Б. Хмельницком (1656) // Киевская старина. — 1900.— № І. — С. 62–75.
- Константиненко К. «Реляція про походження та звичаї козаків» Альберто Віміни: історія, уява, реальність / «Київська старовина», 1999, № 5. — С. 50-63.